# L'ultimo giorno (album)
L'ultimo giorno, uscito nel 2002, è l'album di esordio per Zibba e Almalibre, registrato da Alessandro Mazzitelli al Mazzi Studio di Loano.

## Tracce
1. Accendo la radio – 4:02
2. Allucinazioni – 2:40
3. L'ultimo giorno – 3:48
4. Nelle sere d'inverno – 4:02
5. Sara vola – 3:55
6. Dammi una ragione – 3:24
7. Anime in cerca di un chi – 3:31
8. Regina del film – 3:40
9. L'isola di mari – 4:12
10. Favole – 5:10

## Formazione
- Zibba - voce, chitarra
- Andrea Balestrieri - batteria
- Federico Manno - chitarra
- Massimiliano Rolff - basso